# National Alliance Party of Kenya
National Alliance Party of Kenya (NAK) var ett politiskt parti i Kenya, bildat 2002 genom samgående mellan Demokratiska partiet och tretton mindre partier.
NAK gick senare i sin tur samman med Liberaldemokratiska Partiet och bildade Nationella regnbågskoalitionen.